# Parasemia flava-matronalis
Parasemia flava-matronalis är en fjärilsart som beskrevs av Tutt 1897. Parasemia flava-matronalis ingår i släktet Parasemia och familjen björnspinnare. Inga underarter finns listade i Catalogue of Life.